# Фридрих Август Ангальт-Дессауский
Фридрих Август Ангальт-Дессауский (нем. Friedrich August von Anhalt-Dessau; 23 сентября 1799, Дессау — 4 декабря 1864, Дессау) — принц Ангальт-Дессауский из династии Асканиев.

## Биография
Фридрих — сын наследного принца Фридриха Ангальт-Дессауского и Амалии Гессен-Гомбургской, дочери ландграфа Фридриха V Гессен-Гомбургского.
11 сентября 1832 года Фридрих женился во дворце Румпенхайм на Марии, дочери ландграфа Вильгельма Гессен-Кассельского. У супругов родились:
- Адельгейда (1833—1916), замужем за герцогом Адольфом I Нассауским, впоследствии великим герцогом Люксембурга
- Батильда (1837—1902), замужем за принцем Вильгельмом Шаумбург-Липпским (1834—1906)
- Хильда (1839—1926)